# Lavsa
Koordinati:   43°45′28″N, 15°22′25″E
Lavsa je  otok v Jadranskem morju, ki pripada Hrvaški.
Lavsa je s stalnimi prebivalci nenaseljen otok v Narodnem parku Kornati, ki leži južno od vzhodnega dela Kornata, od katerega je oddaljena okoli 1,5 km. Površina otoka meri 1,78 km². Dolžina obalnega pasu je 9.338 km. Otok je razdeljen na dva dela; večji južni del na katerem je tudi najvišji vrh, ki doseže višino 112 mnm, in severn, na katerem je najvišji vrh visok 70 mnm. Ta del Lavse od sosednje Piškere loči okoli 0,2 km širok preliv Vrata od Lavse. Med vzhodnim in zahodnim delom Lavse je zelo ozek in okoli 1,2 km dolg zaliv Lavsa, ki je v turistični sezoni zelo obiskan. V skrajnem delu zaliva je varno sidrišče z 2 do 4 m globokim morjem. Na vzhodni strani zaliva je nekaj manjših pomolov z globino do 1,5 m. V poletnih masecih tu obratuje gostišče. Zaliv je odprt severnim vetrovom.